# Sonid Zuoqi
Sonid Zuoqi (lewa chorągiew Sonid; chiń. 苏尼特左旗; pinyin: Sūnítè Zuǒ Qí) – chorągiew w północnych Chinach, w regionie autonomicznym Mongolia Wewnętrzna, w związku Xilin Gol. W 1999 roku liczyła 32 143 mieszkańców.